# Villeblevin
Villeblevin é uma comuna francesa na região administrativa de Borgonha-Franco-Condado, no departamento de Yonne. Estende-se por uma área de 7,36 km². Em 2010 a comuna tinha 1 871 habitantes (densidade: 254,2 hab./km²). Foi nesta localidade que morreu, em 1960, o escritor Albert Camus, vítima de um acidente de tráfego rodoviário.